# إدارة شاملة (زراعة)

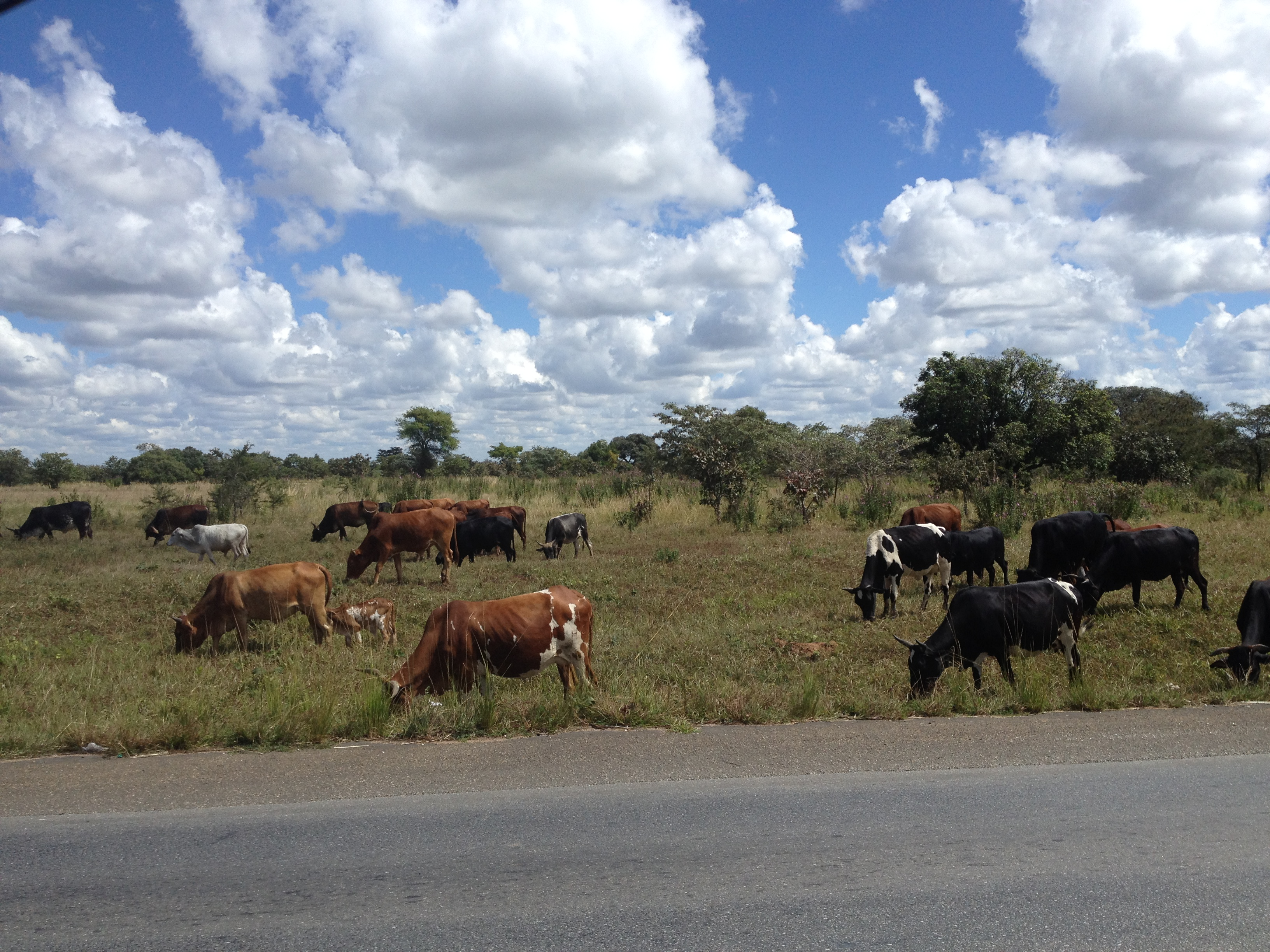
تم تطوير الإدارة الشاملة كنهج لإدارة موارد الرعي - أبقار في زامبيا

الإدارة الشاملة في مجال الزراعة هو مصطلح يشير إلى النهج الذي طوره في ستينيات القرن العشرين عالم الأحياء البرية والزراعي ومربي المواشي الزيمبابوي ألان سافوري في إدارة الموارد. أصبح مصطلح الإدارة الشاملة بعد ذلك علامة تجارية مسجّلة لشركة الإدارة الدولية، والتي لم تعد مرتبطة بآلان سافوري.

## لمحة تاريخية
كان عالم الأحياء البرية والزراعي ومربي المواشي الزيمبابوي ألان سافوري هو أول من طور مصطلح الإدارة الشاملة في ستينيات القرن العشرين في موطنه روديسيا الجنوبية والتي أصبحت جمهورية زيمبابوي بعد ذلك. ويصف مفهوم الإدارة الذي طوره ألان سافوري نهج تفكير الأنظمة لإدارة الموارد في مجال تربية المواشي.
انطلق ألان سافوري في فهمه لقضايا التصحر في سياق الحركة البيئية الأكبر متأثراً بأعمال عالم الكيمياء الحيوية والزراعي الفرنسي أندريه فوازان، وافترض أن انتشار الصحاري واندثار الحياة البرية وما ينتج عن ذلك من إفقار الإنسان كان مرتبطًا بتقليص أعداد قطعان حيوانات الرعي الكبيرة في المراعي الطبيعية، وتغير سلوك القطعان القليلة المتبقية. كما افترض أن الماشية يمكن أن تحل محل القطعان الطبيعية لتوفير خدمات النظم البيئية الهامة مثل دورة المغذيات. في حين وجد مديرو الثروة الحيوانية أن أنظمة الرعي الدوراني يمكن أن تعمل لأغراض إدارة الثروة الحيوانية، أظهرت التجارب العلمية أنها لا تؤدي بالضرورة إلى معالجة بعض القضايا البيئية مثل التصحر. استشعر سافوري أن هناك حاجة إلى إيجاد إطار أكثر شمولاً لإدارة أنظمة الأراضي العشبية يتمثل في خطة إدارة تكيفية وشاملة، ولهذا السبب استخدم سافوري الإدارة الشاملة كأداة تخطيط لمزرعة كاملة.
يشبه نهج الإدارة الشاملة المخطط في تربية المواشي نهج الإدارة الدوراني في تربية المواشي إلا أنه يختلف عنه من حيث اعترافه بشكل أكثر صراحة وتوفيره إطارًا للتكيف مع عمليات النظام البيئي الأساسية الأربعة، والتي تتمثل في: دورة المياه، ودورة المعادن، والتي من بينها دورة الكربون، وتدفق الطاقة، وديناميكيات المجتمع أو العلاقة بين الكائنات الحية داخل النظام البيئي، مع إعطاء أهمية متساوية للإنتاج الحيواني والرفاهية الاجتماعية. وُصف نهج الإدارة الشاملة بأنه شبيه بنهج الزراعة المعمرة لإدارة المراعي وتربية المواشي.
أسس سافوري في عام 1984 مركزاً لإدارة الموارد الشاملة، والذي أصبح فيما بعد شركة الإدارة الشاملة الدولية.
أعيد تكييف مصطلح الإدارة الشاملة بعد ذلك ليتم استخدامه في إدارة الأنظمة الأخرى ذات العوامل الاجتماعية والبيئية والاقتصادية المعقدة.

## المبادئ الرئيسية
أرسى آلان سافوري أربعة مبادئ رئيسية لإدارة الرعي المخطط له وفقًا لنهج الإدارة الشاملة للموارد، بحيث يحقق الاستفادة من العلاقة التكافلية بين قطعان حيوانات الرعي الكبيرة والأراضي العشبية التي تغذيها:
- تعمل الطبيعة كمجتمع شامل به علاقات متبادلة بين الناس والحيوانات والأرض. فإذا قمت بإزالة أو تغيير سلوك أي نوع أساسي مثل قطعان الرعي الكبيرة، فسيكون لديك تأثير سلبي غير متوقع وواسع النطاق على مناطق أخرى من البيئة.[17]
- من الأهمية بمكان أن يكون أي نظام تخطيط زراعي مرنًا بدرجة كافية ليستطيع التكيف مع تعقيد الطبيعة، نظرًا لأن جميع البيئات مختلفة وذات ظروف محلية متغيرة باستمرار.[17]
- يمكن استخدام تربية الحيوانات باستخدام الأنواع المحلية كبديل للأنواع الأساسية المفقودة. ومن ثم فعند إدارتها بشكل صحيح بطريقة تحاكي الطبيعة يمكن للزراعة أن تشفي الأرض وتفيد الحياة البرية، وفي الوقت نفسه تفيد الناس.[17]
- يعتبر الوقت هو أهم العوامل عند التخطيط لاستخدام الأراضي. إذ ليس من المهم فقط فهم مدة استخدام الأرض للزراعة ومدة الراحة، بل من المهم بنفس القدر أن نفهم بالضبط متى وأين تكون الأرض جاهزة لهذا الاستخدام أو هذه الراحة.[17]

## إطار العمل
يستخدم إطار عمل اتخاذ القرار في الإدارة الشاملة ست خطوات رئيسية لتوجيه إدارة الموارد::
- حدد بالكامل ما تديره، فلا ينبغي معاملة أي منطقة باعتبارها نظام منتج واحد. فمن خلال تحديد الكل، يكون الناس أكثر قدرة على الإدارة. ويتضمن ذلك تحديد الموارد المتاحة، والتي من بينها الأموال التي يمتلكها المدير تحت تصرفه.
- حدد ما تريده الآن وما تريده في المستقبل، وحدد الأهداف والغايات والإجراءات اللازمة لإنتاج نوعية الحياة المنشودة، وما يجب أن تكون عليه البيئة التي تنمي الحياة للحفاظ على نوعية الحياة هذه في المستقبل البعيد.
- راقب أول مؤشرات صحة النظام البيئي، وعليك بتحديد خدمات النظام البيئي التي لها تأثيرات عميقة على الناس في كل من البيئات الحضرية والريفية، وإيجاد طريقة لرصدها بسهولة. ولعل من أفضل الأمثلة على المؤشر المبكر لسوء أداء البيئة هو البقاع العارية، وعلى النقيض يعتبر ظهور تنوع النباتات حديثًا وعودة الحياة البرية أو زيادتها مؤشراً على أن البيئة قد باتت تعمل بشكل أفضل.
- لا تحد من أدوات الإدارة التي تستخدمها. وتتمثل الأدوات الثمانية الرئيسية لإدارة الموارد الطبيعية في: المال، والعمل، والإبداع البشري، والرعي، وتأثير الحيوانات، والنار، والراحة، والكائنات الحية، والعلوم والتكنولوجيا. ولكي تكون ناجحًا فعليك باستخدام كل هذه الأدوات بأفضل صورة ممكنة.
- اختبر قراراتك بأسئلة مصممة للمساعدة في التأكد من أن جميع قراراتك سليمة اجتماعيًا وبيئيًا وماليًا على المدى القصير والطويل.
- عليك بالرصد والمراقبة بشكل استباقي، قبل أن يصبح نظامك المُدار أكثر اختلالًا. بهذه الطريقة يمكن للمدير اتخاذ إجراءات تصحيحية تكيفية بسرعة قبل فقدان خدمات النظام البيئي. افترض دائمًا أن خطتك أقل من مثالية واستخدم حلقة التغذية الراجعة التي تتضمن مراقبة أولى علامات الفشل، والتعديل، وإعادة التخطيط حسب الحاجة.

## الاستخدام
طُوّر نهج الإدارة الشاملة للموارد في الأساس كأداة لاستخدام أراضي المراعي واستعادة الأراضي المتصحرة، ولكن يمكن تطبيق نظام الإدارة الشاملة أيضًا على مناطق أخرى مع العديد من العوامل الاجتماعية والاقتصادية والبيئية المعقدة. ولعل أحد الأمثلة على ذلك هو الإدارة المتكاملة لموارد المياه، والتي تعزز تكامل القطاع في تطوير وإدارة موارد المياه لضمان تخصيص المياه بشكل عادل بين مختلف المستخدمين، ومضاعفة الرفاهية الاقتصادية والاجتماعية دون المساس باستدامة النظم البيئية الحيوية. وهناك مثال آخر على ذلك، ويتمثل في استصلاح المناجم. ويتمثل الاستخدام الرابع لنهج الإدارة الشاملة في أشكال معينة من إنتاج المحاصيل التي تزرع بشكل مباشر دون حرث، وفي الزراعة البينية، والزراعة المعمرة. ويعد الاستخدام الأكثر شمولاً للإدارة الشاملة هو استخدامها كأداة تخطيط كامل لنظام شامل يضم مزرعة ومرعى في آن واحد ومن ثم استخدمها المزارعين ومربي الماشية بنجاح.
حظي نهج الإدارة الشاملة باعتراف وزارة الزراعة الأمريكية. واستثمرت في تطوير هذا النهج على مدار ست سنوات من خلال تمويل برنامج لتطوير مزارعي ومربي الماشية المبتدئين لاستخدامه في تدريب المزارعين ومربي الماشية المبتدئين.

## التطوير
كان التدهور البيئي الناجم عن الرعي الجائر يعزى في العديد من المناطق إلى سوء تخطيط الرعي والاستخدام الجماعي للأراضي. أدرك ألان سافوري بعد سنوات من البحث والخبرة أن هذا التأكيد غالبًا ما يكون خاطئًا، وأن إزالة الحيوانات في بعض الأحيان يزيد الأمر سوءًا، ويعود سبب هذا المفهوم الخاطئ إلى تباين السلسلة الغذائية، حيث يُنظر إلى الإنسان باعتباره المفترس ذو المستوى الأعلى في التسلسل.
طوّر ألان سافوري نظام إدارة ادعى أنه سيؤدي إلى تحسين أنظمة الرعي. يعد نهج الرعي المخطط الشامل واحداً من عدة أنظمة حديثة في إدارة تربية الماشية، والتي تهدف إلى محاكاة سلوك القطعان الطبيعية للحياة البرية عن كثب، والتي قد ثبت أنها تحسن المناطق المشاطئة وجودة المياه على الأنظمة التي غالبًا ما تؤدي إلى انحلال التربة، وتكون فعالة أداة لتحسين حالة المراعي لكل من الثروة الحيوانية والحياة البرية.

## انتقادات
واجه ألان سافوري العديد من الانتقادات إذ ادعى منتقدوه أن الدليل على الإدارة الشاملة لا يستند إلى العلم. فقد زعم ريتشارد تيج وآخرون على سبيل المثال في ورقة بحثية لهم أن الانتقادات المختلفة قد درست أنظمة التناوب بشكل عام وليس الرعي المخطط الشامل.
وفي عام 2013 نشر معهد سافوري ردًا على بعض منتقديه. ثم قدم في وقت لاحق من نفس الشهر عرضًا بعنوان كيفية مكافحة التصحر وعكس تغير المناخ. نشر موقع ريل كلايمت بعد ذلك مقالاً جاء فيه إن ادعاءات سافوري بأن أسلوبه يمكن أن يعيد الكربون في الغلاف الجوي إلى مستويات ما قبل الصناعة هي ببساطة ادعاءات غير معقولة.
زعم سافوري أن الرعي الشامل يمكن أن يقلل مستويات ثاني أكسيد الكربون إلى مستويات ما قبل الصناعة في فترة مقدارها 40 عامًا، مما يحل المشكلات التي أدت إلى تغير المناخ، وهو ما رد عليه عدد من العلماء المتشككين بالقول بأنه ليس من الممكن زيادة الإنتاجية وزيادة أعداد الماشية وتخزين الكربون باستخدام أي إستراتيجية للرعي، ناهيك عن الإدارة الشاملة، فلقد أجريت دراسات طويلة المدى حول تأثير الرعي على تخزين الكربون في التربة، والنتائج لم تكن مبشرة بسبب الطبيعة المعقدة لتخزين الكربون في التربة، وزيادة درجة الحرارة العالمية، وخطر التصحر وانبعاثات غاز الميثان من الثروة الحيوانية، فمن غير المرجح أن الإدارة الشاملة أو أي أسلوب إدارة آخر يمكن أن يعكس تأثير تغير المناخ.
وبحسب دراسة أجريت في عام 2016 ونشرتها جامعة أوبسالا بالسويد، فإن المعدل الفعلي الذي يمكن أن تساهم به إدارة الرعي المحسنة في عزل الكربون أقل بسبع مرات من التقديرات التي قدمها سافوري. خلصت الدراسة إلى أن الإدارة الشاملة لا يمكنها عكس تغير المناخ. كما خلصت دراسة أخرى أجرتها شبكة أبحاث الغذاء والمناخ في عام 2017 إلى أن ادعاءات سافوري حول عزل الكربون غير واقعية ومختلفة تمامًا عن تلك الصادرة عن الدراسات التي راجعها الأقران.

## الجوائز
حصل ألان سافوري على جائزة بانكسيا الدولية لعام 2003، كما أختير مركز أفريقيا للإدارة الشاملة في زيمبابوي في عام 2010 ليكون الفائز في تحدي بكمنستر فولر لعام 2010 عن تقدير المبادرات التي تتخذ نهج شامل واستباقي وتصميمي للنهوض بشكل جذري برفاهية الإنسان وصحة النظم البيئية لكوكب الأرض من خلال المشروع الذي عُرف باسم عملية الأمل، وهو مشروع إثبات المفهوم باستخدام الإدارة الشاملة. حصل كذلك العديد من ممارسي الإدارة الشاملة على جوائز لإشرافهم البيئي من خلال استخدام ممارسات الإدارة الشاملة.